# 科索沃和梅托希亚自治省
科索沃和梅托希亚自治省是1999年塞尔维亚在联合国临时行政当局特派团接管科索沃地区之前，设立于科索沃地区的一个自治省。科索沃和梅托希亚民族构成复杂，其中阿尔巴尼亚人为主体民族，塞尔维亚人為第二大民族。科索沃和梅托希亚有两种官方语言。最大都市是普里什蒂纳。

## 历史
科索沃是古代南斯拉夫民族的活动范围之一，近代发展成穆斯林占多数。於1912年，第一次巴爾幹戰爭結束時由奧斯曼帝國劃歸塞爾維亞。之後塞爾維亞於1918年加入塞爾維亞人、克羅地亞人和斯洛文尼亞人王國（即後來的南斯拉夫王國）。第二次世界大戰期間，軸心國佔領了南斯拉夫，科索沃併入了由意大利所控制的阿爾巴尼亞。戰爭期間，大量塞族人被阿族武裝驅逐出科索沃。
戰爭結束後，科索沃重歸南斯拉夫，鐵托政權將科索沃設立為塞爾維亞的自治區（後又改為自治省），並給予當地阿族人地方自治。當地塞族人則認為科索沃所實行的民族政策實際上是對塞族的歧視。
1989年，塞爾維亞公投修憲，大大縮小了科索沃、伏伊伏丁那二自治省的自治權利。阿族人強烈抗議，並抵制了接下來舉行的科索沃議會選舉。後來阿族人宣佈建立獨立的科索沃共和國，自行舉行選舉，同時自行開辦了醫院、學校、廣播電台等。
1990年代中葉，阿族游擊隊以塞族軍政人物及設施為目標開始進行游擊戰。1998年3月，南斯拉夫軍隊開始協助塞爾維亞警察，進行大規模軍事行動。在接下來的幾個月裡，有二十萬阿族人在南聯盟的軍事行動中流離失所，淪為難民。阿族及西方普遍認為這是南聯盟種族清洗政策的結果，認為塞爾維亞領導人米洛舍維奇當時圖謀把科索沃的主要民族由阿族換成塞族。同時也有數萬非阿族人（包括塞族人、羅姆族人等）淪為難民。1999年3月24日，北大西洋公約組織開始轟炸塞爾維亞，科索沃戰爭打響。北約表示戰爭的目的為保證阿族難民可以重歸家園，但北約主導的戰爭卻又造成數十萬阿族人及塞族人逃離家園。戰後，阿族人大量重返科索沃的家園，但大量塞族難民擔心被阿爾巴尼亞人報復而不願回到科索沃。
戰爭結束後，科索沃改由北約管轄，後來北約將管轄權交予聯合國。部份西方國家如美國支持科索沃獨立建國，美國總統布什在2007年訪問阿爾巴尼亞時便公開表示此一立場；然而俄羅斯與塞爾維亞政府並不認同。

## 行政区划
塞尔维亚官方將科索沃與梅托希亞自治省劃分為5个行政区，包括29个市镇和一个城市。
| 行政区             | 行政中心         | 2002年人口 （排行） | 市镇和城市 |
| ------------------ | ---------------- | ------------------- | --- |
| 科索沃区           | 普里什蒂納       | 672,292             | - 波杜耶沃 - 普里什蒂納（城市） - 烏羅舍瓦茨 - 奧比利奇 - 格洛戈瓦茨 - 利普連 - 科索沃波列 - 什蒂姆列 - 什特爾普采 - 卡查尼克 |
| 科索沃波莫拉夫列区 | 格尼拉内         | 217,726             | - 科索沃卡梅尼察 - 新布爾多 - 格尼拉内 - 維蒂納                                                                               |
| 科索沃米特罗维察区 | 科索沃米特罗维察 | 275,904             | - 祖賓波托克 - 萊波薩維齊 - 茲韋錢 - 科索沃米特罗维察 - 斯爾比察 - 武契特爾恩                                                 |
| 佩奇区             | 佩奇             | 414,187             | - 佩奇 - 伊斯托克 - 克利納 - 代查尼 - 贾科维察                                                                                |
| 普里茲倫區         | 普里茲倫         | 376,085             | - 蘇瓦雷卡 - 奧拉霍瓦茨 - 普里茲倫 - 戈拉                                                                                     |

## 政治

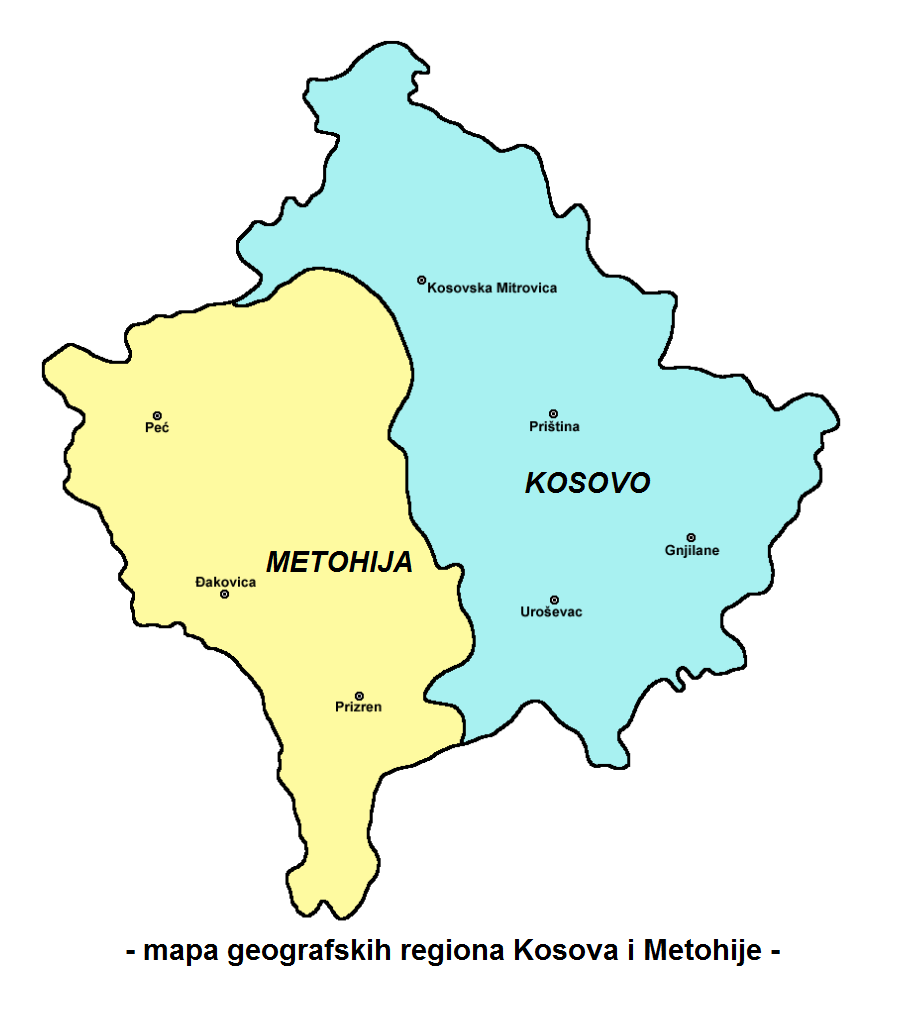
狭义上的梅托希亚地区（黄）和科索沃地区（蓝）。

从1999年开始，科索沃塞族居住区已经被在普里什蒂纳事实上独立区域的由阿尔巴尼亚人主导的政府统治。但他们仍继续使用塞尔维亚的标志并参加塞尔维亚国家的选举，然而这些选举在科索沃的其他地区被抵制；作为回应，他们也抵制科索沃的选举。莱波萨维齐、兹韦钱和祖宾波托克的政府由当地的塞族人控制，然而科索沃米特罗维察政府的控制权则一直处于塞族人和阿族人争夺的状态直至2002年11月双方达成妥协的协议。
塞族区已经统一成为一个团体，即科索沃和梅托希亚塞族地区联盟，它由科索沃米特罗维察塞族代表会议成立于2003年2月，那时该地已经当作事实上的“首都”。联盟的总统是Dragan Velić。同时也存在一个中央政治实体，即科索沃和梅托希亚塞族国民会议。在北科索沃的该会议的领导人是Milan Ivanović，而执行会议的领导人则是Rada Trajković。
当地政治活动由“为了科索沃和梅托希亚的塞尔维亚人”主导。该政党由Oliver Ivanović领导，他是一名来自科索沃米特罗维察的工程师。
2007年2月科索沃和梅托希亚塞族地区联盟转变为科索沃和梅托希亚塞族大会由Marko Jakšić主持。大会强烈批评由阿尔巴尼亚人主导的科索沃“自治政府临时机构”大会的分裂运动并要求在科索沃的塞族人团结起来，抵制欧洲联盟科索沃法治特派团并声称要组织大规模的抗议活动以支持塞尔维亚对科索沃的主权要求。2008年2月18日，科索沃单方面宣布独立的次日，大会声明科索沃的独立是“无效”的。
与此同时，塞尔维亚政府里也有一个科索沃和梅托希亚部，部长是Goran Bogdanović。2012年，该部被降级为科索沃办公室，新办公室的负责人是Aleksandar Vulin。然而，2013年，他升任部长，此后，政府便无人负责科索沃和梅托希亚事务。自2008年科索沃獨立以來，科索沃和梅托希亞自治省政府事實上成為位於塞爾維亞貝爾格萊德的一個地方流亡政府。